# Фредериксхавн (коммуна)
Фредериксхавн (дат. Frederikshavn) — датская коммуна в составе области Северная Ютландия. Площадь — 648,62 км², что составляет 1,50 % от площади Дании без Гренландии и Фарерских островов. Численность населения на 1 января 2008 года — 62 751 человек (мужчины — 31 339, женщины — 31 412; иностранные граждане — 1918).

## История
Коммуна была образована в 2007 году из следующих коммун:
- Фредериксхаун (Frederikshavn)
- Скаген (Skagen)
- Себю (Sæby)

## Железнодорожные станции
- Бункен (Bunken)
- Дюбвад (Dybvad)
- Йеруп (Jerup)
- Квиссель (Kvissel)
- Напстьерт (Napstjært)
- Ольбек (Aalbæk)
- Риммен (Rimmen)
- Скаген (Skagen)
- Страннбю (Strandby)
- Фредериксхавн (Frederikshavn)
- Фредериксхавнсвай (Frederikshavnsvej)
- Хульсиг (Hulsig)

## Изображения

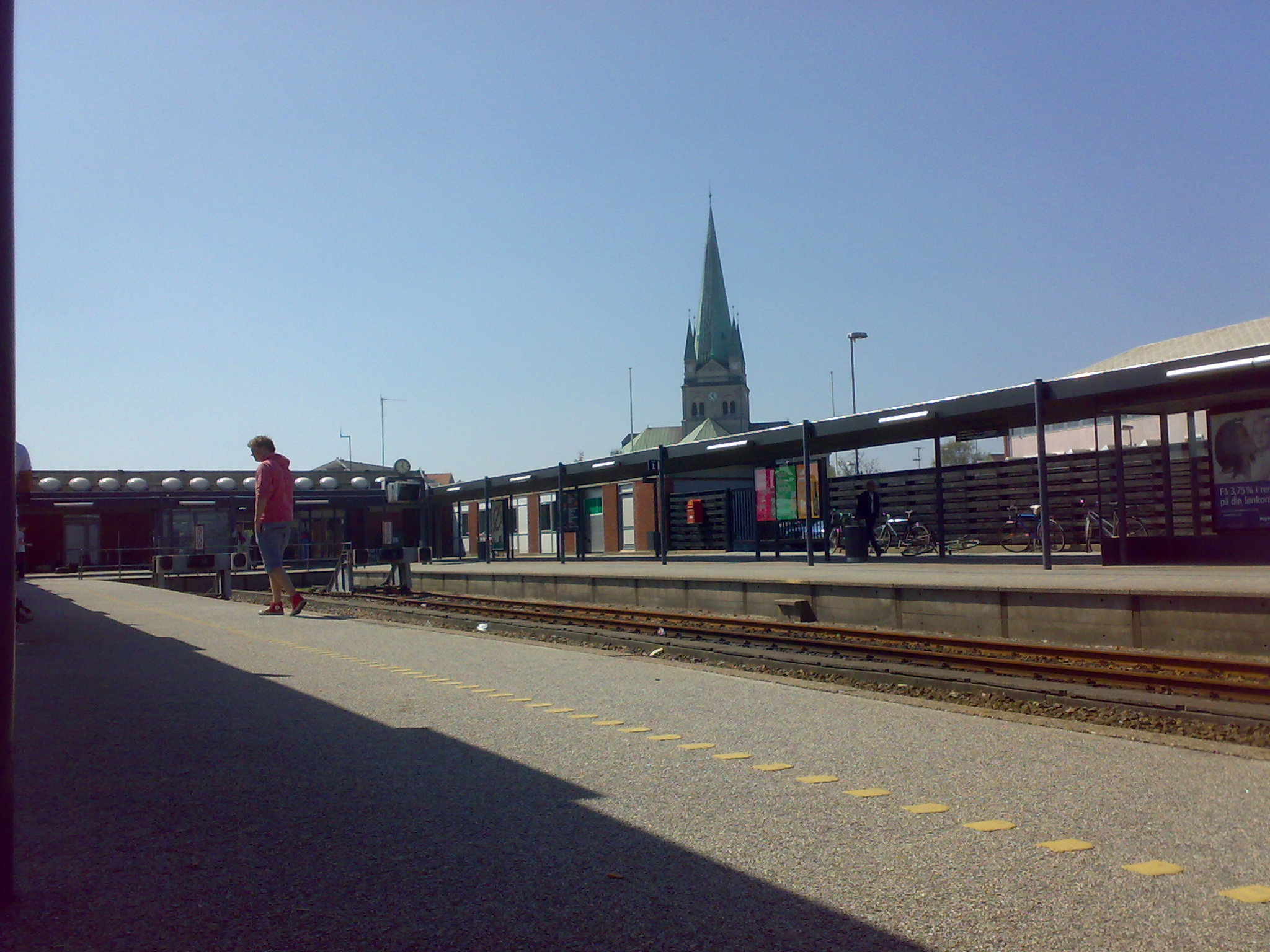
Фредериксхавн
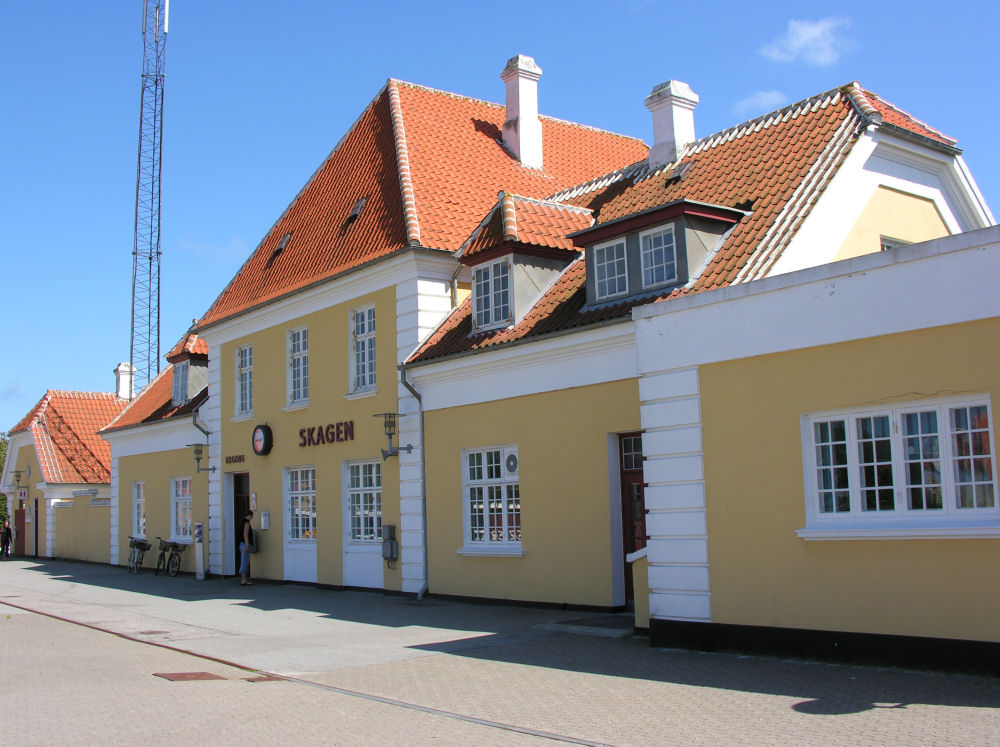
Скаген